# Психологические теории эмоций
Психологи́ческие тео́рии эмо́ций — теории о природе, структуре, функциях и динамике протекания эмоций или эмоциональных процессов, с точки зрения психологии.

## Эволюционная теория эмоций
Эволюционная теория происхождения эмоций Чарльза Дарвина, опубликована в книге «Выражение эмоций у человека и животных» в 1872 году. В ней эволюционный принцип применяется к психологическому развитию живого организма и доказывается, что между поведением животного и человека не существует непроходимой пропасти. Как показал Дарвин, во внешнем выражении разных эмоциональных состояний, в экспрессивно-телесных движениях много общего у антропоидов и слепорожденных детей. Эти наблюдения легли в основу его теории. Эмоции, согласно этой теории, появились в процессе эволюции живых существ как жизненно важные приспособительные механизмы, способствующие адаптации организма к условиям и ситуациям его жизни. Телесные изменения, сопровождающие различные эмоциональные состояния, в частности, связанные с соответствующими эмоциями движения, по Дарвину, есть не что иное, как рудименты реальных приспособительных реакций организма. И действительно, общность эмоциональных выражений человека и, во всяком случае, высших животных, стоящих наиболее близко к человеку, настолько очевидна, что не поддается никакому оспариванию.

## Рудиментарная теория эмоций
Развивает эволюционную идею о происхождении эмоций, оценивая их со стороны поведенческой сферы. После публикации работ Чарльза Дарвина ряд психологов (частью Герберт Спенсер и его ученики, частью французские позитивисты — Теодюль Рибо и его школа, частью немецкая биологически ориентированная психология) стали развивать идеи о биологическом происхождении человеческих эмоций из аффективных и инстинктивных реакций животных. Предполагается, что эмоции являются остаточными проявлениями эффектов некогда сопровождавших полноценные биологические реакции. Согласно данной концепции, выразительные движения, сопровождающие наш страх, рассматриваются как рудиментарные реакции при бегстве и обороне, а выразительные движения, сопровождающие наш гнев, рассматриваются как рудиментарные остатки движений, некогда сопровождавших у наших животных предков реакцию нападения. Страх стал рассматриваться как «заторможенное бегство», а гнев как «заторможенная драка», то есть эмоции позиционируются как «затухающее эхо» элементарных программ поведения. Логика данной теории приводит к несколько спорным выводам об отмирании эмоций как таковых и не объясняет разнообразие эмоционального мира человека.

## Психоаналитическая концепция эмоций
Психоанализ обращает внимание на энергетическую составляющую психических процессов, рассматривая в этом плане и эмоциональную сферу. Несмотря на то, что предлагаемый отвлеченный вариант истолкования эмоций был мало привязан к организации мозга, он в дальнейшем привлек внимание многих исследователей, занимавшихся данной проблемой. Согласно мнению Зигмунда Фрейда, бессознательное является источником избытка энергии, который он определяет как либидо. Структурное содержание либидо обусловлено конфликтной ситуацией, которая имела место в прошлом и зашифрована на инстинктивном уровне. Надо отметить, что факты, свидетельствующие о выраженной пластичности нервной системы, плохо согласуются с идеей «законсервированного» конфликта, не говоря уже о том, что в данной гипотезе плохо просматривается биологический смысл. Со временем психоанализ пришёл к выводу, что энергия «бессознательного» не хранится в структурах мозга как «дефект развития», а является следствием появления в нервной системе избытка энергии, как результат несовершенной адаптации личности в социуме. Например, А. Адлер считал, что большинству детей изначально присуще ощущение собственного несовершенства, по сравнению с «всемогущими взрослыми», которое ведёт к формированию комплекса неполноценности. Развитие личности, согласно воззрениям Адлера, зависит от того, каким образом этот комплекс будет компенсироваться. В патологических случаях человек может пытаться скомпенсировать свой комплекс неполноценности за счёт стремления к власти над другими.

## Структурная теория эмоций Пейпеца
Концепция американского невропатолога Джеймса Пейпеца, классический пример нейропсихологического подхода к рассмотрению эмоций, была опубликована в 1937. Изучая эмоциональные расстройства у больных с поражением гиппокампа и поясной извилины, Пейпец выдвинул гипотезу о существовании единой системы, объединяющей ряд структур мозга и образующей мозговой субстрат для эмоций. Эта система представляет замкнутую цепь и включает: гипоталамус, передневентральное ядро таламуса, поясную извилину, гиппокамп и мамиллярные ядра гипоталамуса. Она получила название круга Пейпеца. Позднее, в 1952 году, структура названная кругом Пейпеца была названа Полом Мак-Лином лимбической системой (название учитывало, что поясная извилина окаймляет основание переднего мозга). Источником возбуждения лимбической системы является гипоталамус, активность которого модулируют нижележащие структуры среднего мозга и через таламус передает возбуждение к поясной извилине коры больших полушарий. По Джеймсу Пейпецу, поясная извилина является субстратом осознанных эмоциональных переживаний. Сигналы от поясной извилины, через гиппокамп и мамиллярные тела, вновь достигают гипоталамуса, обеспечивая обратную связь в лимбической системе. Таким образом, субъективные переживания, возникающие на уровне коры, контролируют висцеральные и моторные проявления эмоций. Существует ряд возражений против теории Джеймса Пейпеца. Так, в эксперименте показано, что стимуляция гиппокампа человека электрическим током не сопровождается появлением эмоций (страха, гнева), а субъективно пациенты испытывают лишь спутанность сознания.

## Органическая теория эмоций Джемса-Ланге
Органическая теория эмоций выдвинута независимо друг от друга американским философом и психологом Уильямом Джеймсом и датским медиком Карлом Георгом Ланге в 1880—1890 годах. Основанием для теории послужил анализ соответствия между объективным проявлением активности вегетативной сферы и субъективным ощущением переживаемой эмоции. Согласно данной теории, эмоциональное ощущение — это проявление в сознании функциональных перестроек в организме, происходящих на уровне вегетативной нервной системы. Внешнее раздражение вызывает рефлекторные изменения в деятельности сердца, дыхании, кровообращении, тонусе мышц, вследствие чего в сознание проецируются разные ощущения, из которых и слагается переживание эмоций. То есть, сначала под действием внешних стимулов происходят характерные для эмоций изменения в организме и только затем, как их следствие, возникает сама эмоция. Если вегетативные реакции являются причиной, а эмоции следствием в континууме взаимодействия организма со средой, то «мы грустим, потому что плачем, сердимся, потому что наносим удар, боимся, потому что дрожим». В сравнении с рудиментарной теорией эмоций, которая рассматривает их в контексте элементарных программ поведения, теория Джеймса-Ланге затрагивает более глубокие механизмы поведения, оценивая эмоции на подготовительной стадии, как набор вегетативных реакций, обеспечивающих реализацию плана действий. Следует обратить внимание, что в обеих концепциях эмоции рассматриваются несколько односторонне, как атрибут небольшого набора врожденных программ поведения, поэтому создается впечатление, что ряд процессов нашего сознания лишен эмоционального сопровождения, соответственно становится труднообъяснимым присущее человеку богатство эмоциональной сферы.

## Теория эмоций Кэннона-Барда
По мнению Уолтера Кэннона, гамму эмоциональных ощущений человека, в контексте теории Джеймса-Ланге, невозможно сопоставить с относительно небольшим разнообразием вегетативных проявлений. Позднее, Филип Бард доказал одновременность физиологических и субъективных проявлений эмоционального процесса. Развитие этих представлений, подкрепленное данными физиологии, привели к выводу, что при восприятии событий, вызывающих эмоции, нервные импульсы сначала приходят в таламус, где возбуждение расщепляется, часть его идет в кору больших полушарий, порождая субъективное переживание эмоций, а другая половина направляется в гипоталамус, который управляет физиологическими изменениями в организме. Данная гипотеза показала взаимоотношения между эмоциональной и двигательной сферами и способствовала пониманию сенсорной природы эмоций.

## Активационная теория Линдсея-Хебба
Основана на работах Джузеппе Моруцци и Хораса Мэгоуна, которые показали наличие в стволе мозга неспецифической системы, способной активировать кору больших полушарий. 
Более поздние исследования установили наличие неспецифической активирующей системы в таламусе и участие стриопаллидарной системы в регуляции уровня активности.
Поскольку эти образования обеспечивают силу и интенсивность протекающих в мозге процессов, помогают организму адаптироваться в среде обитания, а отдельные участки активирующей системы находятся в реципрокных отношениях, — было сделано предположение, что эмоции есть сенсорный эквивалент активирующей системы мозга.
Дональд Олдинг Хебб произвел анализ электроэнцефалографической картины работы мозга в связи с деятельностью ретикулярной формации и показал, что её активность коррелирует с силой, продолжительностью и качеством эмоционального переживания.
Свои идеи Хебб выразил графически и показал, что для достижения успешного результата деятельности человеку необходим оптимальный, средний уровень эмоционального возбуждения. 
Активационная теория дополнила существующие представления о связи эмоций с поведением и вегетативными реакциями, показав их связь с активирующей системой мозга.

## Двухфакторная теория эмоций
Двухфакторная теория эмоций Стенли Шехтера предлагает рассматривать эмоцию как сочетание двух компонентов: физиологического возбуждения и когнитивной интерпретации этого возбуждения. Согласно теории, «продукты процесса познания используются для интерпретации значения физиологических реакций на внешние события». Иллюстрирует данную теорию следующий эксперимент:
«Четыре группы студентов держали экзамен. Предварительно с этими студентами проводили эксперимент, в котором две группы экзаменовались в условиях враждебности, а две другие — в условиях дружественного отношения. На экзамене одна из каждой пары групп получила инъекцию адреналина, а другая контрольную инъекцию физиологического раствора. Студенты сделали отчет о своих переживаниях. Как ожидалось, первая группа испытывала преимущественно отрицательные эмоции, а вторая — положительные. Влияние же адреналина оказалось неожиданным. Он усиливал как положительные, так и отрицательные эмоции. Какое бы физиологическое состояние не вызывала инъекция, его знак определялся установкой — социальным окружением студентов, а не введенным веществом». Эмоция, с одной стороны, обуславливает энергетический компонент сознания, а с другой её качество определяется взаимодействием содержания сознания и возможной программой действий. Двухфакторная теория косвенно отделяет проблему силы и знака эмоции, от её качественного содержания. Собственно на энергетический компонент эмоций указывают многие исследователи, но остается неясным механизм его реализации в системе прочих психических явлений. Например, идею об уровне возбудимости мозга как модификаторе поведения животных находим у Леонида Викторовича Крушинского. Эта гипотеза основывалась на опытах, в которых искусственное повышение возбудимости нервной системы трусливых и злобных собак введением фармакологических средств приводило к значительному усилению активно- и пассивнооборонительных реакций.

## Биологическая теория эмоций
В соответствии с биологической теорией эмоций Петра Кузьмича Анохина, в процессе эволюции эмоции совершенствовались так же как мышцы, зрение и слух. Наиболее развита система эмоций у человека, так как у него наряду с биологическими потребностями, появляются потребности физиологические. Ведущие эмоции с отрицательным знаком сигнализируют организму об отклонениях в его внутренней среде (голод, жажда), что активирует соответствующую программу действий. Завершение целенаправленных действий сопровождается положительным эмоциональным фоном, что закрепляется в памяти животного как «получение награды». Объясняя свою позицию, Пётр Кузьмич Анохин приводит пример, когда хищник в течение многих дней, целенаправленно преследует свою добычу, что сопровождается как негативными переживаниями (чувство голода), так и позитивными (процесс насыщения). Таким образом: «ведущие эмоции участвуют в формировании функциональной системы, определяя вектор, то есть направленность поведения, постановку цели, формирование акцептора результата действия. Ситуативные эмоции, возникающие при оценке отдельных этапов действия, позволяют корректировать поведение и достигать поставленной цели».
Таким образом, основную информационную нагрузку в биологической теории несет её знак, который маркирует программу поведения и придает последней определённую направленность.

## Потребностно-информационная теория эмоций
Потребностно-информационная теория эмоций Павла Васильевича Симонова развивает идею Петра Кузьмича Анохина о том, что качество эмоции необходимо рассматривать с позиций эффективности поведения. Все сенсорное разнообразие эмоций сводится к умению быстро оценить возможность или невозможность активно действовать, то есть косвенно привязывается к активирующей системе мозга. Эмоция представляется как некая сила, которая управляет соответствующей программой действий и в которой зафиксировано качество этой программы. С точки зрения данной теории, предполагается, что «… эмоция есть отражение мозгом человека и животных какой-либо актуальной потребности (её качества и величины) и вероятности (возможности) её удовлетворения, которую мозг оценивает на основе генетического и ранее приобретенного индивидуального опыта». Это утверждение можно представить в виде формулы:
где Э — эмоция (её сила, качество и знак); П — сила и качество актуальной потребности; (Ин — Ис) — оценка вероятности (возможности) удовлетворения данной потребности, на основе врождённого (генетического) и приобретённого опыта; Ин — информация о средствах, прогностически необходимых для удовлетворения существующей потребности; Ис — информация о средствах, которыми располагает человек в данный момент времени.
Ис<Ин эмоция приобретает отрицательный характер, а Ис>Ин — положительный.
По мнению В. П. Симонова, основной причиной эмоций является незнание, как поступить в данных условиях. Эмоции рассматриваются Симоновым как компенсаторный механизм, восполняющий дефицит информации, необходимой для достижения цели (удовлетворения потребности). Ярость компенсирует недостаток сведений, необходимых для организации борьбы, страх — для организации защиты; горе возникает в условиях острейшего недостатка сведений о возможности компенсации утраты. Недостаток сведений, вызывающий эмоции, может привести и к неврозам.

## Теория когнитивного диссонанса
В контексте теории когнитивного диссонанса Леона Фестингера эмоция рассматривается как процесс, качество которого определяется согласованностью взаимодействующих систем. 
Положительное эмоциональное переживание появляется тогда, когда реализуемый план действий не встречает на своем пути препятствий. Отрицательные эмоции связаны с несовпадением между текущей деятельностью и ожидаемым результатом.
Диссонанс, несоответствие между ожидаемыми и действительными результатами деятельности, предполагает существование двух основных эмоциональных состояний, которые напрямую связаны с эффективностью когнитивной деятельности, построением планов активности и их реализацией.
Такое понимание эмоций, ограниченное объяснением их положительного или отрицательного компонента, несколько односторонне показывает природу эмоций как сигнальной системы, реагирующей на качество программ поведения и вуалирует активную, энергетическую

сторону эмоций, а также их качественное многообразие.
В то же время, данная теория подчеркивает зависимость знака эмоций от качества программы действия, 
 
а не от качества эмоционального ощущения.

## Единая концепция сознания и эмоций
Юрий Иосифович Александров формулирует представление об эмоциях с точки зрения системной психофизиологии. Системный подход позволяет более глубоко определить место эмоций в организации мозговых процессов. Проводится разделение между поведением и эмоциями, причем последние определяются как феномен сенсорной сферы, эквивалент сознания.
Такое понимание эмоций заставляет иначе расставить акценты в понимании самого сознания. Согласно изложенному материалу:
«Эмоции характеризуют реализацию систем, формирующихся на самых ранних этапах онтогенеза и обеспечивающих минимальный уровень дифференциации („хорошо-плохо“).
Сознание характеризует реализацию систем, формирование которых на более поздних этапах развития обусловливает прогрессивное увеличение дифференцированности в соотношении организма и среды и усложнение поведения.
Все системы [в представлении этой единой концепции], направлены на достижение положительных адаптивных результатов поведения».